# Paralecanium malainum
Paralecanium malainum är en insektsart som beskrevs av Takahashi 1950. Paralecanium malainum ingår i släktet Paralecanium och familjen skålsköldlöss. Inga underarter finns listade i Catalogue of Life.